# Paratyndaris chamaeleonis
Paratyndaris chamaeleonis es una especie de escarabajo barrenador metálico del género Paratyndaris, de la familia Buprestidae, orden Coleoptera.

## Distribución
Se distribuye por las ecozonas del Neártico y Neotrópico.

## Taxonomía
Fue descrita por Skinner en 1903 y publicada en Skinner H. Notes on Buprestidae (Coleoptera) with descriptions of new species. Entomological News 14:236-239. (1903).
.